# Couffy
Couffy é uma comuna francesa na região administrativa do Centro, no departamento Loir-et-Cher. Estende-se por uma área de 15,11 km². Em 2010 a comuna tinha 496 habitantes (densidade: 32,8 hab./km²).